# Franco Tacchino
Gianfranco „Franco” Tacchino (ur. 4 listopada 1961 roku w Trecate) – włoski kierowca wyścigowy.

## Kariera
Tacchino rozpoczął karierę w międzynarodowych wyścigach samochodowych w 1981 roku od startów we Włoskiej Formule 2000. Z dorobkiem czterech punktów uplasował się na 23 pozycji w klasyfikacji generalnej. W późniejszych latach pojawiał się także w stawce Europejskiej Formuły 3, Włoskiej Formuły 3, Grand Prix Monako Formuły 3, Formuły 3000, Europejskiego Pucharu Formuły 3 oraz World Sports-Prototype Championship.
W Formule 3000 Włoch wystartował w dwóch wyścigach sezonu 1986 z włoską ekipą Sanremo Racing. Jednak nigdy nie zdobywał punktów. Został sklasyfikowany na 44. miejscu w końcowej klasyfikacji kierowców.